# スコットランド風行進曲
『スコットランド風行進曲』（仏: Marche écossaise sur un thème populaire）は、クロード・ドビュッシーが作曲した4手のためのピアノ連弾曲である。別題は『旧ロス伯爵家の行進曲』である。『民謡の主題によるスコットランド行進曲』とも称される。

## 概要
スコットランドの旧家ロス伯爵家の子孫であるメレディス・リード将軍からの委嘱を受け、1891年に作曲された。その後管弦楽に編曲され、1893年から1908年頃にかけて書かれた。4手ピアノ連弾版は1891年に出版され、管弦楽編曲版は1911年に出版された。
ドビュッシーが初めて委嘱を受けて作曲した作品でもある。

## 構成
全体は急‐緩‐急の3つの部分から構成されている。演奏時間は約6分。

## 同時期の作品
- 2つのアラベスク
- 夢想
- ベルガマスク組曲